# Retraction Watch
Retraction Watch è un blog che riporta le ritrattazioni di articoli scientifici e degli argomenti ad essi correlati. Fu lanciato nell'agosto 2010 dai giornalisti scientifici Ivan Oransky e da Adam Marcus, rispettivamente vicepresidente del sito Medscape e redattore della rivista medica Gastroenterology & Endoscopy News.
Il sito è gestito dal Center for Scientific Integrity, organizzazione che promuove la pubblicazione aperta e la riproducibilità dei contenuti scientifici.

## Finalità
Oransky e Marcus erano motivati a lanciare il blog per aumentare la trasparenza del processo editoriale di ritrattazione degli articoli errati o contenenti falsificazioni dei risultati. I due ideatori avevano constatato che le ritrattazioni di articoli in genere non erano annunciate e che le relative motivazioni non venivano rese pubbliche.
Questa situazione di scarsa trasparenza dell'editoria accademica avrebbe potuto indurre in errore risultati gli altri ricercatori o i lettori, i quali, ignari della ritrattazione, avrebbero potuto assumere decisioni sulla base di risultati non validi.

Oransky portò l'esempio di un articolo pubblicato da Proceedings of the National Academy of Sciences  in cui si afferma che una determinata molecola potrebbe causare alcuni tipi di tumori al seno secondari come reazione avversa ad un farmaco che altrimenti sarebbe risultato inefficace. La notizia della ritrattazione non fu riportata dagli media che avevano riportato le sue conclusioni e, nel frattempo, era stata istituita una società pronta a utilizzare commercialmente la scoperta segnalata.
Il blog sostiene che le ritrattazioni forniscono una finestra sulla natura autocorrettiva della scienza e possono fornire informazioni sui casi di frode scientifica. I suoi operatori affermano che, in qualità di giornalisti scientifici, hanno «scoperto che le ritrattazioni sono la fonte di grandi storie che dicono molto su come viene condotta la scienza».

## Impatto
Al momento del lancio nel 2010, Markus stimava di poter rintracciare 80 ritrattazioni ogni anno e si chiedeva se i soci avrebbero trovato abbastanza materiale.
Retraction Watch ha dimostrato che le ritrattazioni erano più comuni di quanto in precedenza si potesse pensare: nel suo primo anno di attività il blog ha descritto circa 200 ritrattazioni, che a gennaio del 2020 erano aumentate fino a 21.792 articoli..
Sul tema della Covid-19 sono stati ritirati oltre 300 papers.
Retraction Watch è stato citato come fonte da alcuni articoli del The Washington Post e del The Guardian.

## Finanziamento
Retraction Watch si finanzia mediante molteplici fonti, incluse donazioni e sovvenzioni. L'organizzazione ha ricevuto finanziamenti dalla John D. e Catherine T. MacArthur Foundation, dalla Helmsley Charitable Trust e dalla Laura and John Arnold Foundation.
Il database delle ritrattazioni è stato finanziato da una sovvenzione di 400.000 dollari della Fondazione MacArthur ricevuta nel 2015. Retraction Watch ha collaborato con il Center for Open Science, anch'esso finanziato dalla Laura e John Arnold Foundation, per creare un database degli articoli ritrattati gestito su Open Science Framework.